# Mètode dels moments
|  | Per a altres significats, vegeu «mètode dels moments (electromagnetisme) ». |

En estadística, el mètode dels moments és un mètode d'estimació estadística de paràmetres de població. El mateix principi s'utilitza per derivar moments més alts com l'asi i la curtosi.
Comença expressant els moments poblacionals (és a dir, els valors esperats de potències de la variable aleatòria considerada) en funció dels paràmetres d'interès. A continuació, aquestes expressions s'estableixen iguals als moments mostrals. El nombre d'aquestes equacions és el mateix que el nombre de paràmetres a estimar. A continuació, es resolen aquestes equacions per als paràmetres d'interès. Les solucions són estimacions d'aquests paràmetres.
El mètode dels moments va ser introduït per Pafnuty Chebyshev el 1887 en la demostració del teorema del límit central. La idea de fer coincidir els moments empírics d'una distribució amb els moments de la població es remunta almenys a Pearson.

## Mètode
Suposem que el paràmetre {\displaystyle \theta } = ( {\displaystyle \theta _{1},\theta _{2},\dots ,\theta _{k}}) caracteritza la distribució {\displaystyle f_{W}(w;\theta )} de la variable aleatòria {\displaystyle W}. Suposem el primer {\displaystyle k} moments de la distribució veritable (els "moments de població") es poden expressar com a funcions de la {\displaystyle \theta }s:
{\displaystyle {\begin{aligned}\mu _{1}&\equiv \operatorname {E} [W]=g_{1}(\theta _{1},\theta _{2},\ldots ,\theta _{k}),\\[4pt]\mu _{2}&\equiv \operatorname {E} [W^{2}]=g_{2}(\theta _{1},\theta _{2},\ldots ,\theta _{k}),\\&\,\,\,\vdots \\\mu _{k}&\equiv \operatorname {E} [W^{k}]=g_{k}(\theta _{1},\theta _{2},\ldots ,\theta _{k}).\end{aligned}}}
Suposem una mostra de mida {\displaystyle n} es dibuixa, donant com a resultat els valors {\displaystyle w_{1},\dots ,w_{n}}. Per {\displaystyle j=1,\dots ,k}, deixar
{\displaystyle {\widehat {\mu }}_{j}={\frac {1}{n}}\sum _{i=1}^{n}w_{i}^{j}}
sigui el moment mostral j-è, una estimació de {\displaystyle \mu _{j}}. El mètode de l'estimador de moments per {\displaystyle \theta _{1},\theta _{2},\ldots ,\theta _{k}} denotada per {\displaystyle {\widehat {\theta }}_{1},{\widehat {\theta }}_{2},\dots ,{\widehat {\theta }}_{k}} es defineix com la solució (si n'hi ha) de les equacions:
{\displaystyle {\begin{aligned}{\widehat {\mu }}_{1}&=g_{1}({\widehat {\theta }}_{1},{\widehat {\theta }}_{2},\ldots ,{\widehat {\theta }}_{k}),\\[4pt]{\widehat {\mu }}_{2}&=g_{2}({\widehat {\theta }}_{1},{\widehat {\theta }}_{2},\ldots ,{\widehat {\theta }}_{k}),\\&\,\,\,\vdots \\{\widehat {\mu }}_{k}&=g_{k}({\widehat {\theta }}_{1},{\widehat {\theta }}_{2},\ldots ,{\widehat {\theta }}_{k}).\end{aligned}}}
El mètode descrit aquí per a variables aleatòries individuals es generalitza d'una manera òbvia a múltiples variables aleatòries que condueixen a múltiples opcions per als moments a utilitzar. Les diferents opcions generalment condueixen a diferents solucions.

## Avantatges i inconvenients
El mètode dels moments és bastant simple i produeix estimadors consistents (sota hipòtesis molt febles), tot i que aquests estimadors sovint estan esbiaixats.
És una alternativa al mètode de màxima probabilitat.
Tanmateix, en alguns casos les equacions de probabilitat poden ser intractables sense ordinadors, mentre que els estimadors del mètode dels moments es poden calcular molt més ràpidament i fàcilment. A causa de la fàcil computabilitat, les estimacions del mètode dels moments es poden utilitzar com a primera aproximació a les solucions de les equacions de versemblança, i després es poden trobar successives aproximacions millorades mitjançant el mètode de Newton-Raphson. D'aquesta manera, el mètode dels moments pot ajudar a trobar estimacions de màxima versemblança.
En alguns casos, poc freqüents amb mostres grans però menys freqüents amb mostres petites, les estimacions donades pel mètode dels moments estan fora de l'espai de paràmetres (com es mostra a l'exemple següent); llavors no té sentit confiar-hi. Aquest problema mai sorgeix en el mètode de màxima versemblança. A més, les estimacions pel mètode dels moments no són necessàriament estadístiques suficients, és a dir, de vegades no tenen en compte tota la informació rellevant de la mostra.
Quan s'estimen altres paràmetres estructurals (p. ex., paràmetres d'una funció d'utilitat, en comptes de paràmetres d'una distribució de probabilitat coneguda), és possible que no es coneguin les distribucions de probabilitat adequades i les estimacions basades en moments poden ser preferides a l'estimació de màxima versemblança.